# Фома Прелюбович
Фома II Прелюбович (серб. Тома Прељубовић, грец. Θωμάς Κομνηνός Παλαιολόγος,; д/н — 23 грудня 1384) — 9-й володар Епірського деспотату в 1366—1384 роках. За його панування Епірський деспотат все більше називався Янінським (за його столицею).

## Життєпис
Був сином Григорія Прелюба, кесаря Фессалії, та Ірини Неманич, (доньки сербського імператора Стефана Душана). Про дату народження та молоді роки обмаль відомостей. 1356 року загибелі батька намагався затвердитися в Фессалії, але зазнав поразки від епірського деспота Никифора II Орсіні. Внаслідок цього мусив тікати до Водени, де його мати стала дружиною місцевого правителя Радослава Хлапена.
У 1359 році після загибелі Никифора II почалася нова боротьба за Фессалію. Її спочатку зайняв Симеон Урош. У 1359 і 1360 році за підтримки Радослава Хлапена Фома двічі вдирався до Фессалії. Зрештою було укладено мирну угоду, за якою Фома отримав місто Касторія з округою, а також оженився з Марією, дочкою Симеона Уроша.
У 1366 року містяни Яніни відправили до Симеона Уроша звернення, в якому просили надати війська та намісника для протидії албанцям, що утворили в південному Епірі Артський і Ангалокастрон-Лепантський деспотати. У відповідь 1367 року Симеон Урош передав Фомі Прелюбовичу Яніну і Вагенецію, надавши тому титул деспота. Став йменуватися Фома Комнін Палеолог. Проводив політику в візантійському дусі (як автократ). Прелюбович відняв у місцевої церкви численну власність, яку роздав серед своїх вояків. У свою чергу митрополита Себастьяна було вигнано.
У 1368 році почалася епідемія чуми, що суттєво послабило економічну потугу державу. По завершенню епідемії деспот підняв податки і впровадив нові збори, збільшивши ціни на вино, кукурудзу, м'ясо, сир, рибу та овочі. Продаж речей першої необхідності стала державною монополією. Податки були також накладені на фахових ремісників-майстрів, некваліфіковані працювали як кріпаки на безоплатній основі та без винагороди. При цьому маючи на увазі зміцнення влади, намагався приборкати потужну епірську знать, що вилилося в численні заколоти.
У зовнішній політиці поставив за мету повернути під владу південний Епір, де отаборилися албанці. Втім війна мало перемінний характер: за вторгнення до Артського деспотату, війська останнього вдиралися до володінь Прелюбовича, декілька разів беручи в облогу Яніну. Зрештою 1370 року було укладено мирний договір, закріплений шлюбом між донькою Прелюбовича й сином Петара Лоши, деспота Арти.
Ситуація змінилася через 5 років, коли 1374 року Петар Лоша помер від чуми, а 1375 року Арту зайняв Гін Буа Шпата, деспот Ангелокастрона і Лепанто. Останній поновив війну з Прелюбовичем, узяв в облогу Яніну, сплюндрувавши околиці. Деспот Епіру мусив укласти новий мир, за яким його сестра Олена стала дружиною Гін Буа Шпати.
Разом з тим конфлікти з іншими албанськими князями не припинилися. 14 вересня 1377 року Гін Фратес, вождь албанців-малакасійців атакував Яніну, проте Фомі II вдалося відбити напад. Полонені албанці були продані в рабство. Деспот Епіру планував укласти союз з великим магістром госпітальєрів Хуаном Фернандесом де Ередіа, що викупив Ахейське князівство. Проте найманці на чолі із де Ередією у 1378 році зазнали поразки від Гін Буа Шпати.
У лютому 1379 році внаслідок зради малакасійці зайняли північну частину Яніни з його вежею. Протягом 3 днів тривали міські бої, але зрештою албанці зазнали поразки. У травні того ж року околиці Яніни сплюндрував артський деспот Гін Буа Шпата. Проте Прелюбовичу вдалося відбити напад. Полонених албанців він вішав на міських вежах, іншим відрізав кінцівки або виколював очі. За свою жорстокість Фома II Прелюбович отримав прізвисько «Албанобійця».
Близько 1388 року найняв загін в Османській державі, з яким виступив проти албанців на півночі і заході. Турки захопили міста Беласа і Опу, потім в Політцаї (на західному схилі гірського хребта Немерчка) взяли в облогу основні сили албанців-малакасійців і зеневешей. Скориставшись цим Прелюбович захопив міста Бурсіна, Кретзуніста, Драгома, Бельціста і Арахобіца. До 1382 році Фома II зміг поширити свою владу на північ від Яніни. З огляду на це Гін буа Шпата погодився на відновлення мирної угоди.
1382 року вирішив визнати зверхність Візантії. У відповідь з Константинополя прибув новий митрополит Матвій, який дарував Фомі титул деспота від імені візантійського імператора Іоанна V. Незважаючи на це, Фома пізніше вигнав і цього священнослужителя до Арти.
Тісний союз з візантійцями спричинив конфлікт з османською державою, війська якої в цей час намагалися захопити Фессалоніки. У 1384 турки напали на Арту, деспот якої Гін Буа Шпата відправив митрополита Матфея до Прелюбовича з пропозицією об'єднати сили проти турків. Проте дістав відмову. Того ж року Фома II був убитий своїм охоронцем Антоніосом. Вважається, що в цій змові брала участь дружина деспота Марія, чиї відносини з чоловіком були поганими.

## Меценат
Разом з дружиною підтримував православні монастирі. У монастирі Преображення Господнього в Метеорі, засновником якого був брат Марії Йован, зберігається ікона Фоми Невіруючого, на якій зображені Фома Прелюбович та Марія. Крім того, в іспанському місті Куєнка зберігається релікварій-диптих, на якому зображені Ісус, Богородиця та 28 інших святих. Вважається, що їх написано з Фоми, його дружини та найближчої знаті.

## Родина
Дружина — Марія, донька Симеона Уроша
Діти:
- Прелюб

1 бастард